# Limpias
Limpias ist eine Gemeinde in der spanischen Autonomen Region Kantabrien. Sie liegt im Lauf des Tals des Flusses Asón. Es grenzt im Westen an die Gemeinden Voto und Colindres, im Norden an Laredo, im Osten an Liendo und im Süden an Ampuero.

## Orte
- Limpias (Hauptstadt)
- Seña

## Bevölkerungsentwicklung
| 1842 | 1900 | 1950 | 1981 | 1991 | 2001 | 2011 |
| ---- | ---- | ---- | ---- | ---- | ---- | ---- |
| 1089 | 1462 | 1791 | 1194 | 1169 | 1356 | 1861 |